# Norsjorn
Norsjorn är en sjö i Storumans kommun i Lappland och ingår i Umeälvens huvudavrinningsområde. Sjön har en area på 0,826 kvadratkilometer och ligger 355,8 meter över havet.

## Delavrinningsområde
Norsjorn ingår i det delavrinningsområde (722356-157264) som SMHI kallar för Mynnar i Bäckmyrbäcken. Medelhöjden är 415 meter över havet och ytan är 10,42 kvadratkilometer. Det finns inga avrinningsområden uppströms utan avrinningsområdet är högsta punkten. Vattendraget som avvattnar avrinningsområdet har biflödesordning 5, vilket innebär att vattnet flödar genom totalt 5 vattendrag innan det når havet efter 244 kilometer. Avrinningsområdet består mestadels av skog (87 procent). Avrinningsområdet har 0,92 kvadratkilometer vattenytor vilket ger det en sjöprocent på 8,8 procent.